# Gabriele Kohlisch
Gabriele Kohlisch (Karl-Marx-Stadt, RDA, 7 de diciembre de 1963) es una deportista alemana que compitió para la RDA en luge y bobsleigh.
Ganó diez medallas en el Campeonato Mundial de Luge entre los años 1987 y 1996, y tres medallas en el Campeonato Europeo de Luge, en los años 1994 y 1996. En bobsleigh consiguió una medalla de oro en el Campeonato Mundial de Bobsleigh de 2000, en la prueba doble.
Participó en dos Juegos Olímpicos de Invierno, ocupando el sexto lugar en Albertville 1992 y el sexto en Lillehammer 1994, en la prueba individual.

## Palmarés internacional
| Representando a la RDA   |                       |                   |            |
| Campeonato Mundial       |                       |                   |            |
| Año                      | Lugar                 | Medalla           | Prueba     |
| 1987                     | Igls (Austria)        | Medalla de plata  | Individual |
| 1990                     | Calgary (Canadá)      | Medalla de oro    | Individual |
| 1990                     | Calgary (Canadá)      | Medalla de oro    | Equipo     |
| Representando a Alemania |                       |                   |            |
| Campeonato Mundial       |                       |                   |            |
| Año                      | Lugar                 | Medalla           | Prueba     |
| 1991                     | Winterberg (Alemania) | Medalla de oro    | Equipo     |
| 1991                     | Winterberg (Alemania) | Medalla de plata  | Individual |
| 1993                     | Calgary (Canadá)      | Medalla de oro    | Equipo     |
| 1993                     | Calgary (Canadá)      | Medalla de plata  | Individual |
| 1995                     | Lillehammer (Noruega) | Medalla de oro    | Individual |
| 1995                     | Lillehammer (Noruega) | Medalla de oro    | Equipo     |
| 1996                     | Altenberg (Alemania)  | Medalla de plata  | Equipo     |
| Campeonato Europeo       |                       |                   |            |
| Año                      | Lugar                 | Medalla           | Prueba     |
| 1994                     | Königssee (Alemania)  | Medalla de plata  | Equipo     |
| 1994                     | Königssee (Alemania)  | Medalla de bronce | Individual |
| 1996                     | Sigulda (Letonia)     | Medalla de plata  | Individual |

| Representando a Alemania |                       |                |        |
| Campeonato Mundial       |                       |                |        |
| Año                      | Lugar                 | Medalla        | Prueba |
| 2000                     | Winterberg (Alemania) | Medalla de oro | Doble  |